# Bohemia docta aneb Labyrint světa a lusthauz srdce
Bohemia Docta aneb Labyrint světa a lusthauz srdce je český filmový dokument z roku 2000 režiséra Karla Vachka.

## Děj
Bohemia Docta je dokumentární film natočený mezi lety 1997 a 2000. Sestává z rozhovorů režiséra s různými osobnostmi (politici, básníci, vědci a jiní). Je součástí tetralogie Malý kapitalista.

## Ocenění
- 2000 – Mezinárodní festival dokumentárních filmů v Jihlavě – cena za nejlepší český dokumentární film[1]